# 长春有轨电车700系电车
长春有轨电车700系电车是长春有轨电车的电车车款之一，现在全部退役并且全部拆毁。

## 简介
700系电车由大连电车工厂于1984年生产，单节编组，共10辆。车门为折页门，为高地板车辆，是长春有轨电车第七代电车。

## 列车配置
700系分为四代涂装。第一代为黄色夹杂着绿色，第二代为红色夹杂着白色，第三代为黄色，第四代为灰色。

## 编组
|          | CCYG700 ←西安大路站方向工农大路站方向→ |
| 車廂編號 | 70X                                    |
| 受电弓   | ＞                                     |
| 形式區分 | (Mcp)                                  |
| 其他設備 | 旋转电机                               |
| 安裝機器 | 主电机/斩波器/变电柜/受电弓            |
| 車輛重量 | 12.5T                                  |
| 动力分布 | ●● ●●                                  |
| 轴式     | Bo-Bo                                  |
| 載客量   | 160人                                  |

## 电车退役
2006年7月，700系电车和200系电车一同正式退出电车车队。